# Chlaenius canariensis
Chlaenius canariensis es una especie de escarabajo de la familia Carabidae.

## Distribución geográfica
Se distribuye por el paleártico: sur de la península ibérica y las islas Canarias (España).